# Thecophora nigra
Thecophora nigra är en tvåvingeart som först beskrevs av Van Duzee 1927.  Thecophora nigra ingår i släktet Thecophora och familjen stekelflugor. Inga underarter finns listade i Catalogue of Life.